# Markoci
Markoci is een plaats in de gemeente Sveta Nedelja in de Kroatische provincie Istrië. De plaats telt 83 inwoners (2001).